# Spektroheliogram
Spektroheliogram – zarejestrowany obraz wycinka tarczy słonecznej w wąskim przedziale widma elektromagnetycznego otrzymany przez spektroheliograf. Przykładami monochromatycznych obrazów Słońca są: spektroheliogram wapniowy lub spektroheliogram wodorowy.